# Nokia 105
Il Nokia 105 è un telefono cellulare immesso sul mercato per la prima volta nel 2013 ed aggiornato in nuove versioni ogni 2 anni, commercializzato e prodotto da Nokia, poi da Microsoft e attualmente da HMD Global.

## Versioni

### Nokia 105 (2013)

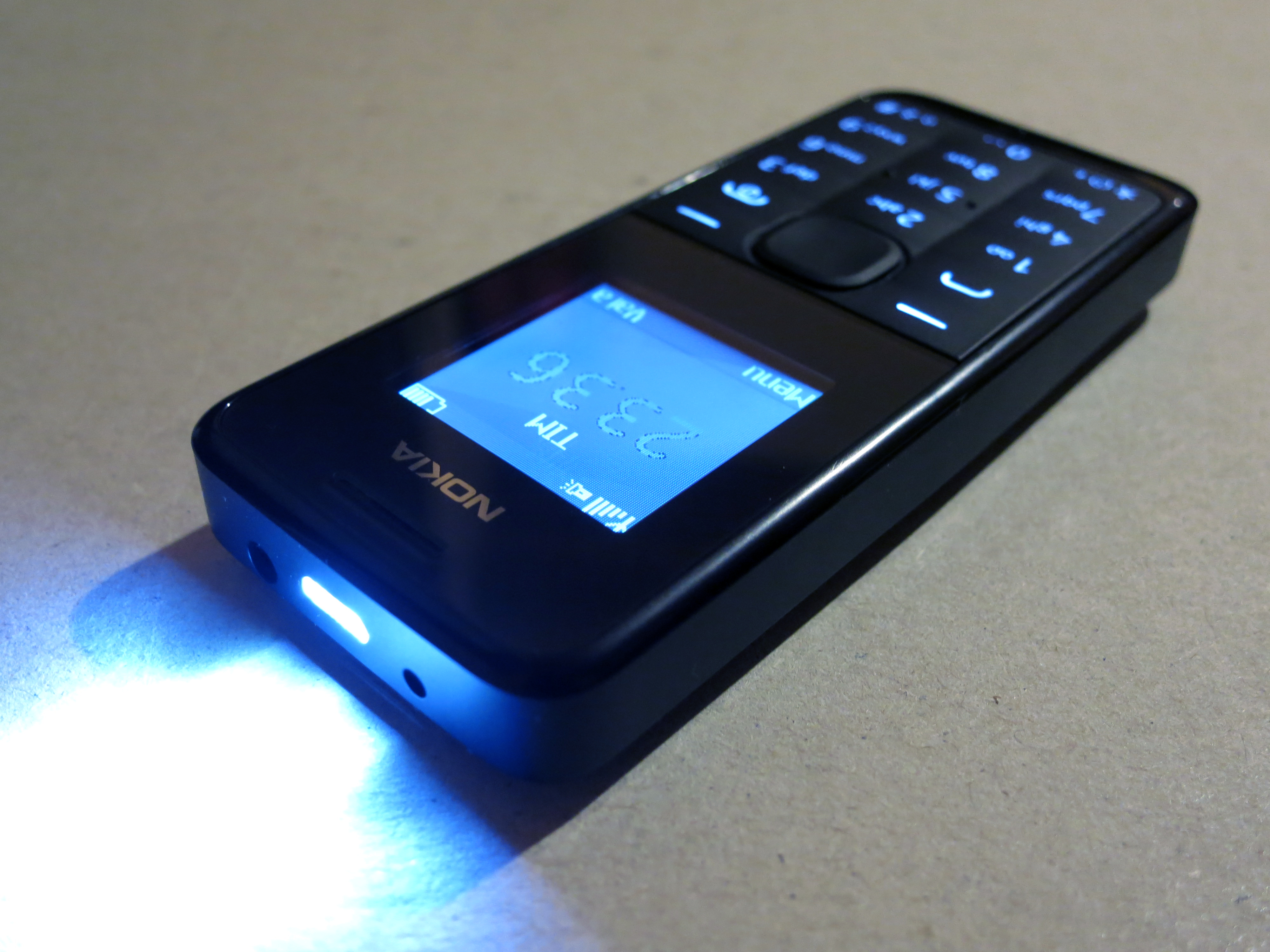
Nokia 105 con la torcia accesa

Il primo Nokia 105 è un feature phone economico, presentato al Mobile World Congress nel 2013 e realizzato da Nokia, dotato di GSM dual-band, 384 kB di RAM e 4 MB di memoria interna (non espandibile), rubrica fino a 500 contatti, torcia LED, radio FM, giochi Java, orologio, calcolatrice, convertitore e calendario. Nokia dichiara che il Nokia 105, con la sua batteria da 800 mAh, offre fino a 35 giorni in standby con una singola carica e fino a 12,5 ore di conversazione. Nokia 105 è basato sul sistema proprietario di Nokia, chiamato S30 o Series 30.

### Nokia 107
Ad ottobre 2013 viene immesso sul mercato il Nokia 107, dispositivo molto simile al 105, ma con uno schermo più ampio (1,8" 128 x 160), il dual SIM, il lettore MP3, la memoria espandibile tramite slot microSDHC e la batteria da 1.020 mAh.

### Nokia 108
Nello stesso mese viene immesso sul mercato anche il Nokia 108, che rispetto al 107 integra anche una piccola fotocamera VGA posteriore (con possibilità di registrare video in 320p a 15 fps), il Bluetooth in versione 3.0 ed il lettore MP4/H.263. La batteria è però da 950 mAh ed il costo (subito dopo l'immissione sul mercato) intorno ai 30 euro.

### Nokia 105 (2015)
Nel 2015 viene presentata una nuova versione del Nokia 105, che differisce dal Nokia 105 (2013) per il design rinnovato, la presenza della porta microUSB 2.0 e la rubrica fino a 2000 contatti, conservando il prezzo di circa 20 euro.

### Nokia 105 (2017)
Nel 2017 viene presentata la terza versione del Nokia 105, con connettività GSM 850/900/1800/1900, un nuovo design, la versione Dual SIM, uno schermo più grande (1,8" 120 x 160 pixels) e il gioco Snake in versione Xenzia. 
Ha un prezzo di lancio di 15 dollari, tasse escluse, per la versione Dual SIM.

### Nokia 105 (2019)
Nel 2019 viene presentata la quarta versione del Nokia 105, con un design rinnovato, una porta microUSB 1.1 anziché 2.0, piccoli cambiamenti software e una nuova colorazione rosa. Il Nokia 105 (2019) ha un prezzo di lancio di 25 euro, può memorizzare fino a 2000 contatti e 500 SMS e ha precaricati i giochi Tetris, Sky Gift, Airstrike, Nitro Racing, Ninja UP! e Danger Dash.

### Nokia 105 4G (2023)
Nel 2023 viene presentata la versione del Nokia 105 compatibile con le reti 4G.